# Ève Risser
Ève Risser, née le 24 juin 1982 à Colmar en France, est une pianiste, flûtiste, compositrice et improvisatrice française.

## Biographie
Ève Risser étudie la flûte traversière classique à Colmar puis à Strasbourg, avant de se consacrer au piano. Elle intègre ensuite le Conservatoire national supérieur de musique et de danse de Paris dans la classe de jazz. Après un détour par Baltimore, elle obtient en 2008 un prix de conservatoire de Paris en jazz, ainsi qu'un prix de soliste au Concours national de jazz de la Défense. De 2008 à 2013, elle intègre  l'Orchestre national de jazz de Daniel Yvinec, où elle apprend en particulier comment faire sonner un grand ensemble.
Elle fonde et dirige son premier grand ensemble, le White Desert Orchestra en 2014. Elle crée en 2019 le Red Desert Orchestra, à la suite d'un fort intérêt pour l'Afrique et une réflexion sur la place du musicien en Occident.
Elle mène en parallèle plusieurs projets, jouant avec les frontières des instruments et des disciplines,, avec un intérêt particulier pour la musique contemporaine.
En 2011, elle interprète avec Joris Rühl la musique du compositeur Karl Naegelen sur l'album Fenêtre ovale.

## Projets
- The New Songs, avec Sofia Jernberg (voix, composition), Kim Myhr (guitare, guitare préparée), David Stackenäs (guitare, guitare préparée)
- Donkey Monkey, duo avec Yuko Oshima (batterie)
- En corps avec Benjamin Duboc (contrebasse), Edward Perraud (batterie)
- Fenêtre Ovale, avec Joris Rühl (clarinette)
- Rêve Chaos (solo)
- White Desert Orchestra
- Red Desert Orchestra avec Kogoba Basigui et Eurythmia

## Discographie

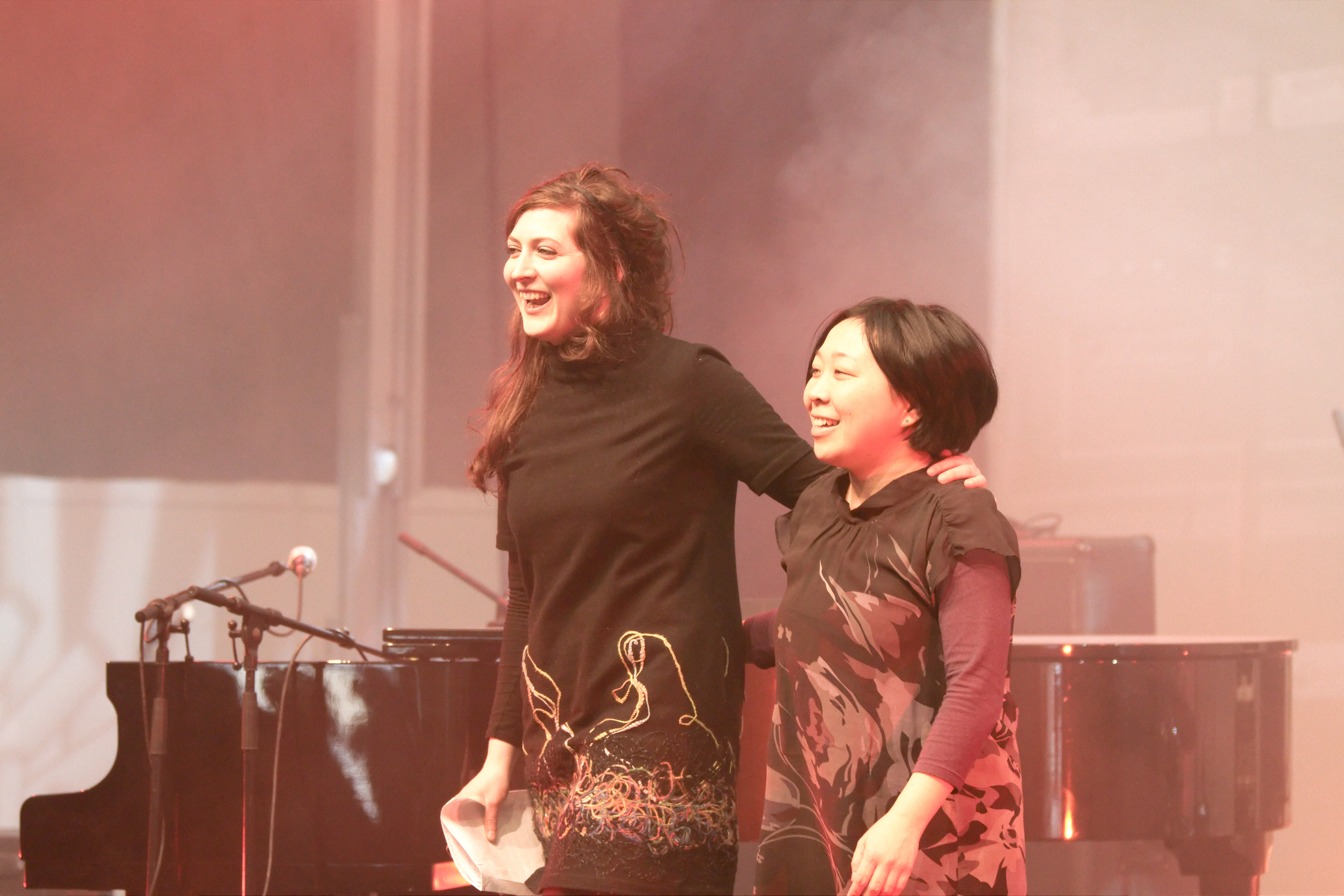
Donkey Monkey, Ève Risser (piano) et Yuko Oshima (batterie), Japan Expo Sud 2010

### Avec L'ONJ
- 2009 : Around Robert Wyatt, Bee Jazz
- 2010 : Shut Up And Dance, Bee Jazz
- 2012 : Piazzolla!, Jazz Village
- 2013 : The Party!, Jazz Village

### Donkey Monkey
- Ouature (Umlaut Records, 2007)
- Hanakana (Umlaut Records, 2011)
- Birgé avec Donkey Monkey avec Jean-Jacques Birgé (GRRR, 2008)

### En corps (Ève Risser, Benjamin Duboc, Edward Perraud)
- En Corps (Dark Tree Records, 2012)
- En Corps - Generation (Dark Tree Records, 2017)

### Autres
- Ève Risser / Joris Rühl, Split (Umlaut Berlin, 2010)
- Fenêtre ovale, Fenêtre Ovale (Umlaut Records, 2011)
- PAK, Secret Curve (Tzadik, 2011)
- The New Songs, A Sonic Nest at the Junction of Paths(Umlaut Records, 2012)
- Jean-Jacques Birgé - Ève Risser - Joce Mienniel, Game Bling (Grrr, 2014)
- Des pas sur la neige (Clean Feed, 2015)
- White Desert Orchestra, Les deux versants se regardent (Clean Feed Records, 2016)
- Après un rêve (Clean Feed Records, 2019)
- Jean-Jacques Birgé, Pique-nique au labo (GRRR, 2020)
- Matthieu Donarier Bestiaire #01 I Explorations, (BMC, 2022)
- Red Desert Orchestra, Eurythmia (Clean Feed Records, 2022)